# Transjordanien

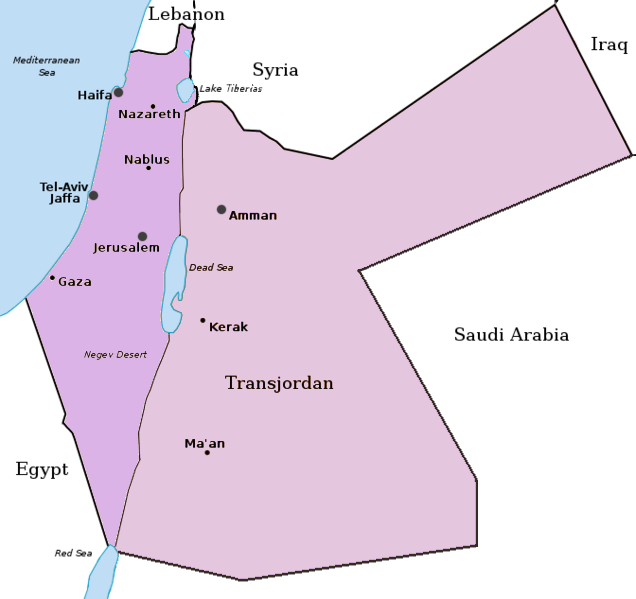
Nach der Teilung des britischen Mandatsgebietes Palästina 1923: links Palästina (jetzt auf Cisjordanien begrenzt), rechts das Emirat Transjordanien

Transjordanien (lateinisch trans Iordanem ‚jenseits des Jordan‘; arabisch شرق الأردن, DMG Šarq al-Urdunn), das auch als Ostjordanland oder Kerak bekannt wurde, bezeichnet seit der Antike das Gebiet östlich des Jordans. Transjordanien war bis 1950 die offizielle Staatsbezeichnung Jordaniens. Transjordanien war am 22. März 1945 Gründungsmitglied der Arabischen Liga.
Die territorialen Veränderungen nach dem Ersten Weltkrieg wurden 1920 in der Konferenz von Sanremo sowie im Vertrag von Sèvres mit dem Osmanischen Reich und der revidierten Vertragsfassung von 1923 in Lausanne festgehalten. Der in Sanremo getroffene Beschluss, das Gebiet des heutigen Jordaniens als Teil des Völkerbundsmandates für Palästina an Großbritannien zu übertragen, wurde am 24. April 1922 durch den Völkerbund ratifiziert. Das Gebiet Palästina des Völkerbundsmandates wurde in ein östliches Transjordanien und ein westliches Cisjordanien (lateinisch cis Iordanem ‚diesseits des Jordan‘) geteilt. Die Wünsche der Bevölkerung wurden hierbei nicht in Betracht gezogen. Das Ziel eines unabhängigen Staates wurde erst mittelfristig formuliert.
Am 1. Juli 1922 wurde die bestehende britische Militärverwaltung zu einer Zivilverwaltung unter dem ersten britischen Hochkommissar Herbert Louis Samuel umgewandelt. 1923 erfolgte die Einsetzung des halbautonomen Emirats Transjordanien. 1933 wurde die Gesamtbevölkerung Transjordaniens auf 300.000 geschätzt, von denen 130.000 sesshaft waren. Seitdem das Völkerbundsmandatsgebiet Palästina geteilt wurde, ist Amman die Hauptstadt des östlichen Teils.

## Vorgeschichte

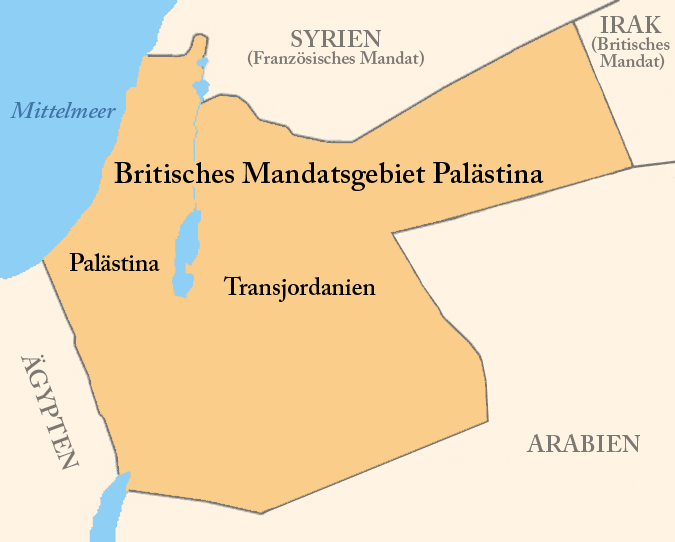
Britisches Mandat Palästina, 1920

Das römische und in unmittelbarer Folge das byzantinische Reich errichteten in dieser Region ein tief gestaffeltes System an Grenzbefestigungen in Form von Kastellen, Türmen und Burgi, so das Kastron Mefaa, das Castra Praetorii Mobeni, das Kastell Dajaniya oder den Burgus Qasr Abu Rukba. Ziel war es, die fruchtbaren Regionen im Westen, zum Mittelmeer hin, zu sichern. In einigen Regionen konnten auch ältere Grenzwachten der Eisenzeit und der Nabatäer übernommen werden. Neben den einheimischen Sprachen waren zu dieser Zeit das Latein und das Griechische die allgemeinen Verkehrssprachen. Im Zuge der islamischen Eroberung der Levante von 634 bis 638 n. Chr. kam es auf längere Sicht zu einer einschneidenden kulturellen Transformation, die alle älteren Traditionen weitgehend überdeckte und neben einer neuen Sprache, neue Sitten und Gebräuche etablierte.
Später war das Gebiet Transjordaniens jahrhundertelang Teil des Osmanischen Reichs, das nach der Niederlage gegen die Ententemächte im Ersten Weltkrieg und dem Rücktritt des letzten Sultans Mehmed VI. zu existieren aufhörte. Während des Ersten Weltkrieges hatten die Briten den Arabern (Hussein-McMahon-Korrespondenz 1915/16) Hoffnung auf staatliche Unabhängigkeit in einem Gebiet einschließlich Syriens und des Iraks gemacht, um diese zum Aufstand gegen die Türken zu veranlassen. Vorbehalte machte London nur bezüglich Südmesopotamiens und der syrischen Küstenregion, zu der auch Palästina gerechnet wurde. Der König von Hedschas und Scherif von Mekka, Hussein ibn Ali, und seine Söhne spielten eine herausragende Rolle in der Revolte gegen die osmanische Herrschaft. Sein Sohn Faisal erklärte am 5. Juni 1916 die Unabhängigkeit der Araber, womit die auch Aufstand in der Wüste genannte Arabische Revolte begann.
Trotz des Sympathieverlusts durch Großbritannien und der Vertreibung der Familie aus dem Hedschas (den sie seit 1201 beherrscht hatte) durch Abd al-Aziz ibn Saud im Jahr 1924 wurden zwei seiner Söhne die ersten Könige von Transjordaniens bzw. Mesopotamien (Irak), jedoch in Abhängigkeit von Großbritannien.
Großbritannien und Frankreich, die zweite Mandatsmacht im Nahen Osten, hatten bereits im Mai 1916 das Land zwischen der Levante und dem Persischen Golf im Sykes-Picot-Abkommen in Interessenssphären aufgeteilt. Darin war ein wesentlicher Punkt, dass jedes der beiden Länder Staatsgrenzen innerhalb seines Gebietes frei bestimmen können sollte. Großbritannien erhielt das Völkerbundmandat für Palästina und das Britische Mandat Mesopotamien; die französische Einflusszone umfasste das Völkerbundmandat für Syrien und Libanon.
Im November 1917 sandte der britische Außenminister Arthur Balfour an Lord Walter Rothschild, einen prominenten britischen Zionisten, die Balfour-Deklaration, in der Großbritannien seinen Willen zur Gründung einer nationalen Heimstätte für das jüdische Volk ausdrückte. Dieser Brief erhielt durch Aufnahme in die Verträge des Völkerbunds internationale Zustimmung und völkerrechtliche Bindekraft, die jedoch nicht unumstritten blieb. Politisch wollte man damit einerseits die amerikanischen Juden zur Unterstützung eines Kriegseintritts der USA bewegen, andererseits das Image Großbritanniens als Vertreter der staatenlosen Völker propagieren. Dem führenden Zionisten Chaim Weizmann waren die Versprechungen, die die Briten außerdem den Arabern machten, einstweilen unbekannt.
Zu jenem Zeitpunkt schien ein Einvernehmen zwischen Arabern und Juden im Hinblick auf Palästina noch möglich: In der Faisal-Weizmann-Erklärung, die am 3. Januar 1919 an der Pariser Friedenskonferenz unterzeichnet wurde, akzeptierte Emir Faisal, der Befreier von Damaskus, die Balfour-Deklaration. Faisal und Weizmann, der Leiter der zionistischen Delegation, vereinbarten eine verstärkte jüdische Einwanderung nach Palästina und die muslimische Kontrolle über die heiligen Stätten des Islam. Inwieweit Faisal, der mit Hilfe der Briten an die Macht gekommen war und in Abhängigkeit von ihnen regierte, als Repräsentant arabischer Interessen gelten konnte, ist umstritten.
Faisal war zuvor Delegierter Dschiddas im osmanischen Parlament gewesen, das auf Reforminitiative der nationalistischen Jungtürken einberufen worden war. Sein Vater war Hussein ibn Ali, der unter dem Eindruck des militärischen Erfolgs seiner Söhne (mit Hilfe des britischen Offiziers Thomas Edward Lawrence) am 2. November 1916 den Titel König der arabischen Länder, Asir und Jemen annahm und sich 1924 zum Kalifen erheben ließ. Insofern haben Faisals Zusagen im historischen Kontext eine gewisse politisch-rechtliche Grundlage, auch wenn die Interessen der Bevölkerung der betroffenen Gebiete nicht gehört wurden und zweifelhaft bleibt, inwiefern eine Absichtserklärung einem bindenden Vertrag gleichkommt.
Nach Vorschlag des südafrikanischen Premiers Jan Christiaan Smuts erteilte der Völkerbund Großbritannien das Völkerbundsmandat für Palästina, verbunden mit der Aufforderung, die Balfour-Deklaration zu verwirklichen. Hierin sollte sowohl der Zuzug als auch die geschlossene Ansiedlung von Juden unterstützt werden – insbesondere auf ehemals osmanischem Staatsland. Es sollte dabei ausdrücklich dafür Sorge getragen werden, „dass nichts getan werden soll, was die bürgerlichen und die religiösen Rechte bestehender nichtjüdischer Gemeinschaften in Palästina beeinträchtigen könnte“ (Präambel, Art. 2 und 6). Die arabischen Führer lehnten das Mandat als „rechtlich nichtige Machenschaft der Großmächte“ ab, da es ihr Selbstbestimmungsrecht verletzte.

## Autonomes Emirat Transjordanien
In Transjordanien wurde Abdallah ibn al-Hussain aus der Dynastie der Haschimiten aufgrund der Beschlüsse der britischen Nahostkonferenz vom März 1921 im folgenden Monat zum Emir ernannt. Der Sohn Hussein ibn Alis hatte zugunsten seines Bruders Faisal I. auf den Thron des Irak verzichtet.
Im September 1922, noch vor Inkrafttreten des Völkerbundsmandats für Palästina, setzte die britische Regierung die Teilung des Landes in Palästina westlich des Jordans und Transjordanien östlich des Jordans durch (im Flächenverhältnis 22:78). Dies geschah infolge einer Empfehlung des britischen Kolonialministers Winston Churchill. Im selben Jahr wurde, ebenfalls in Erfüllung der Mandatsanforderungen, die Jewish Agency for Palestine gegründet. Sie sollte die jüdische Einwanderung steuern, jüdische Interessen gegenüber dem Mandatar vertreten und den Aufbau paralleler Wirtschafts- und Verwaltungsstrukturen unterstützen. Die formelle Trennung vollzog sich am 25. März 1923, laut Artikel 25 des Mandats. Jüdische Einwanderer in das Mandatsgebiet durften sich nun nur noch westlich des Jordans niederlassen oder Grundbesitz erwerben.
Transjordanien erhielt 1925 Zugang zum Meer, indem es ein Abkommen mit dem jungen Königreich Saudi-Arabien schloss und daraufhin den großen südlichen Bezirk Maʿan mit der Hafenstadt Akaba (al-ʿAqaba) erhielt. Im selben Jahr fügten die Briten 60.000 km² Wüste im Osten Palästinas zu Transjordanien hinzu, die einen „Arm“ zum ebenfalls britischen Irak bildeten und Syrien von der Arabischen Halbinsel und der Roten Wüste, der Nefud, abschnitten.
1926 wurde die Transjordan Frontier Force (TJFF) gegründet. 1928 erklärte ein Vertrag Transjordanien für unabhängig von Großbritannien, außer in der Verwaltung der Finanzen, Verteidigung und der äußeren Sicherheit. Hierfür errichtete die britische Mandatsmacht Hochkommissariat für Palästina und Transjordanien. 1929 wurden die ersten Wahlen abgehalten. Mit der Gründung der (Kamel-)berittenen Desert Mobile Force im Jahr 1930 wurde der Grundstein für die selbständige Armee Transjordanien gelegt. Wesentlich für den Aufbau einer eigenständigen Armee war John Bagot Glubb („Glubb Pascha“). 1934 wurden diplomatische Vertretungen in anderen arabischen Staaten eingerichtet.
Während des Zweiten Weltkriegs unterstützte Transjordanien Großbritannien und rückte mit seiner Desert Mobile Force und der Arabischen Legion unter Glubb Pascha 1941 im Britisch-Irakischen Krieg in den deutschfreundlichen Irak sowie im Syrisch-Libanesischen Feldzug ins von Vichy kontrollierte Mandatsgebiet Syrien-Libanon.
1945 war Transjordanien Gründungsmitglied der Arabischen Liga.

## Unabhängigkeit
Am 22. März 1946 erhielt Transjordanien im Vertrag von London die Unabhängigkeit. Abdallah ibn Hussain nahm daraufhin als Abdallah I. am 25. Mai 1946 den Königstitel an. Eine neue Verfassung wurde verabschiedet. Ein neuer Vertrag mit Großbritannien über die Regelung von Truppenstationierungen stellte am 15. März 1948 die volle Souveränität her. Großbritannien zahlte jedoch weiterhin Subsidien.
Abdallah war 1947 der einzige arabische Herrscher, der dem Teilungsplan Palästinas der UNO zustimmte. Trotzdem beteiligte sich Transjordanien am (ersten) Palästinakrieg/israelischen Unabhängigkeitskrieg von Mai bis November 1948. Unter den fünf kämpfenden arabischen Armeen gelangen nur der transjordanischen Arabischen Legion Erfolge. Transjordanien behielt nach dem Waffenstillstand das besetzte Ostpalästina (seit April 1950 Westjordanien, Westjordanland oder auch Cisjordanien genannt). Am 1. Dezember 1949 ließ sich Abdallah in Jericho zum König ganz Palästinas ausrufen. Per Abstimmung ließ man die Annexion des Westjordanlandes durch die Bevölkerung bestätigen. Außer von Großbritannien und Pakistan wurde sie von keinem weiteren Land anerkannt. Damit einher ging die Ausrufung des Haschemitischen Königreiches Jordanien am 24. Mai 1950. Abdallah I. wurde 1951 von arabischen Extremisten in Jerusalem ermordet.
Der spätere Verlust des Westjordanlandes im Sechstagekrieg führte zu einer Flüchtlingsproblematik, die erhebliche Strukturprobleme zur Folge hatte. Die gesellschaftliche Eingliederung der Palästinenser gelang nicht, wurde aus politischen Motiven gegenüber Israel auch nicht gefördert. Die mehrheitlich dem sozialrevolutionären Panarabismus besonders empfänglichen Ostpalästina-Flüchtlinge standen in kritischer Opposition zur herrschenden konservativen Oberschicht Jordaniens. Sie forderten einen Anschluss Jordaniens an Syrien und Ägypten. Erst am 31. Juli 1988 gab Jordaniens König Hussein I., Abdallahs Enkel, die 1950 annektierten westlich des Jordans gelegenen Gebiete formell auf. Er eröffnete dadurch auch die Möglichkeit der 1994 vollzogenen gegenseitigen Anerkennung und der Friedensvereinbarung mit dem Staat Israel, dem zweiten Staat, der auf dem Territorium des ehemaligen Mandats Palästina entstanden war.